# ムハンマド・ビン・ナーイフ
ムハンマド・ビン・ナーイフ・ビン・アブドゥルアズィーズ・アール＝サウード（アラビア語: محمد بن نايف بن عبد العزيز آل سعود、Muḥammad bin Nāyif Āl Su‘ūdまたはMohammad bin Naif bin Abdulaziz Al-Saud、1959年8月30日 - ）は、サウジアラビアの政治家で、2015年4月から2017年6月まで王太子兼副首相兼内務大臣兼政治・安全保障評議会議長を務めた。王族サウード家の一員で、元王太子ナーイフ・ビン・アブドゥルアズィーズの子、初代国王アブドゥルアズィーズ・イブン・サウードの孫。

## 来歴

### 生い立ち
スデイリー・セブンの一人のナーイフ・ビン・アブドゥルアズィーズの10人の子供のうち次男としてジッダに生まれる。1981年にアメリカ合衆国のルイス&クラークカレッジで政治学を学ぶが卒業はしなかった。
1985年から1988年までアメリカ連邦捜査局で警備講座を学び、1992年から1994年までロンドン警視庁の対テロ部隊で訓練を受ける。対テロ部隊での訓練を終えた後は、実業家として活動していた。

### 政治家
1999年に安全保障担当内務大臣補佐官（次官級）に就任し、内務大臣の父ナーイフを補佐しながら対テロ政策・反乱鎮圧計画を策定し、民間防衛に関わる責任者としての任務を全うし、有能な人物として評価された。
2009年8月27日、アラビア半島のアルカーイダによる自爆テロを受け負傷。2003年にアルカーイダへの強硬姿勢を示して以来、サウジ王室に対する最初のテロ事件となった。11月、アブドゥッラー国王より最高経済評議会のメンバーに指名され、公安政策に加えて経済政策においても発言権を得る。
2010年、アメリカの国家安全保障担当補佐官にアメリカを狙った貨物機爆破テロに関する情報を与えた。8月には再びテロ未遂事件の標的となった。
2012年6月16日に父太子ナーイフが薨御。2012年7月に内務副大臣に就任した後に、11月に叔父のアフマド・ビン・アブドゥルアズィーズの後任として内務大臣に就任。
2014年、対シリア政策が原因でバンダル・ビン・スルターンがサウジアラビア総合情報庁長官を解任された人事に関与したとされる。
2015年1月23日、第6代国王アブドゥッラーの崩御と第7代国王サルマーン・ビン・アブドゥルアズィーズの即位に伴い、内務大臣兼務のまま王位継承順第2位となる副王太子兼第二副首相に就任。これにより、ムハンマドが第3世代王族としては初めて王位継承者に挙がった人物となった。1月29日、国家安全保障会議が廃止されて政治・安全保障評議会が新設され、ムハンマドが議長となった。
4月29日、サルマーン国王によりムクリン・ビン・アブドゥルアズィーズ王太子兼副首相が解任され、王太子兼副首相に就任した。自身の後任の副王太子兼第二副首相にはサルマーン国王の実子のムハンマド・ビン・サルマーンが就任した。このムクリンの解任劇は、アブドゥッラー派だったムクリンを権力の核心から遠ざけ、国王の周辺をスデイリー・セブン閥で固めたいサルマーンの意向によるものとみられている。
2017年6月21日、サルマーン国王の勅命により王太子をはじめとする全ての職務から解任された。後任の王太子にはムハンマド・ビン・サルマーン副王太子が昇格した。
2020年3月6日、クーデターを企てたとして、反逆の疑いでアハマド・ビン・アブドルアジズ王子と共に身柄を拘束された。

## 人物

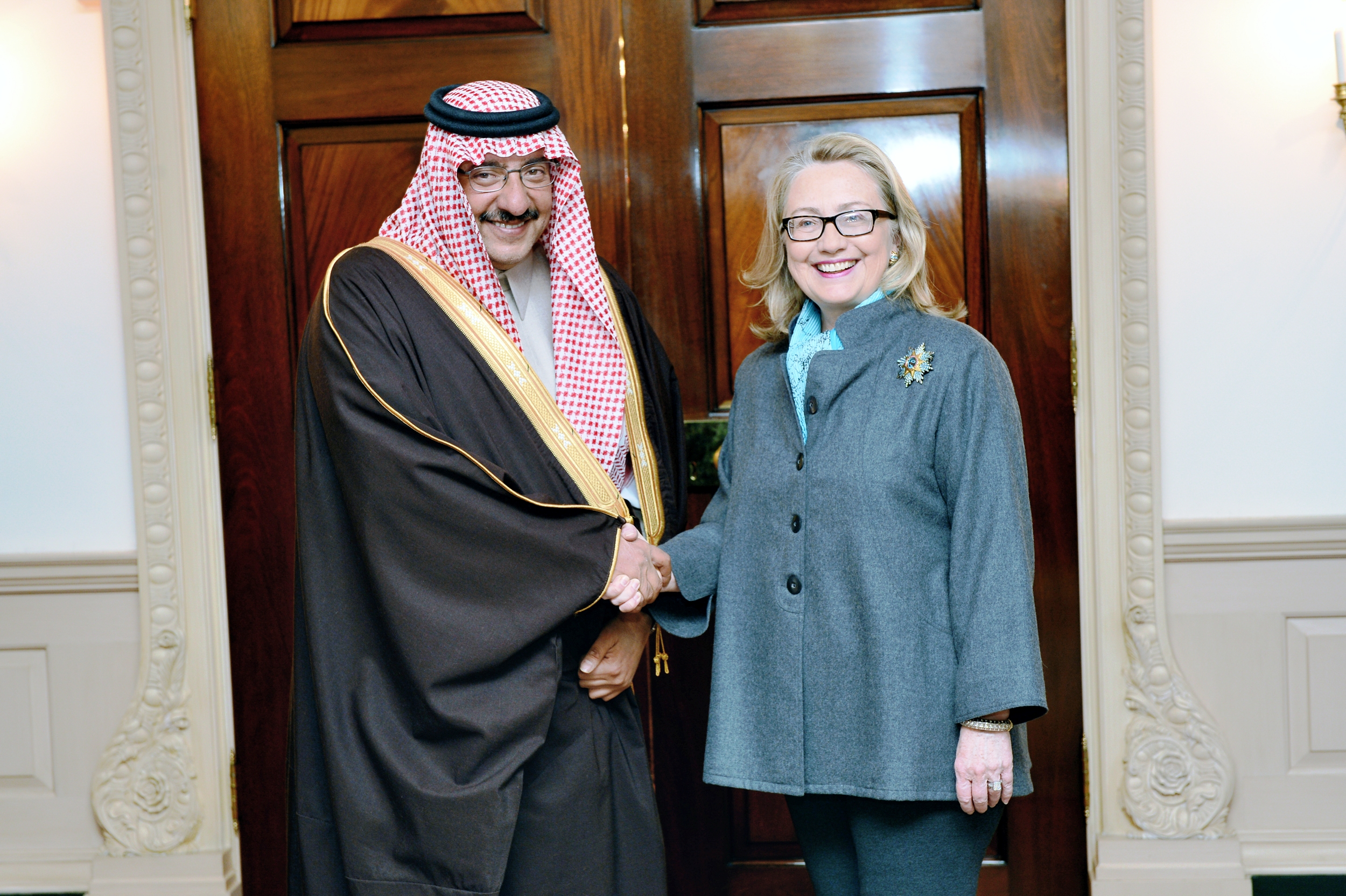
2013年1月16日、ヒラリー・クリントン国務長官と会見するムハンマド。

- 他のサウード家の人間と異なり、積極的にメディアへの発信を行っている[18]。また、アメリカからは「サウジアラビアの閣僚の中で最も親米的な人物」と評価されている[19]。
- 女性が理事会で働くことを許可するなど、父ナーイフと同様にサウジアラビアの近代化に努めている[20]。また、対テロ政策に関しても父同様に強硬な姿勢を見せており、アメリカとの迅速な情報交換体制を整備した[8]。
- サウジアラビアではアブドゥルアズィーズ・イブン・サウード初代国王の男系血統に属する男子のみに王位継承権があるが、ムハンマド・ビン・ナーイフ王太子の子供は女子が二人で男子がおらず、王位継承権のある子・孫はいない[21]。